# Ben van Berkel

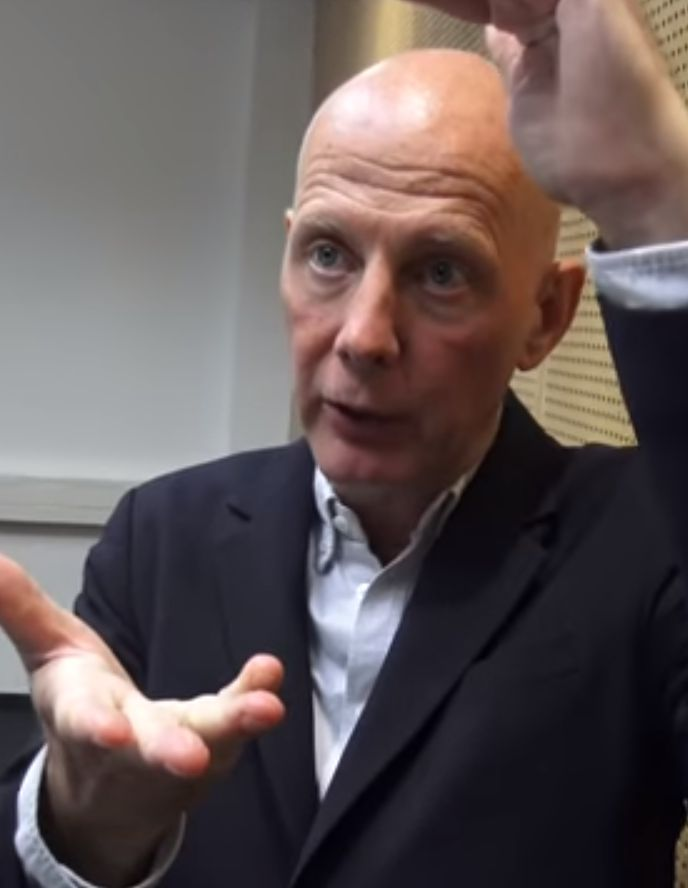
Ben van Berkel, 2018

Ben van Berkel (* 25. Januar 1957 in Utrecht) ist ein niederländischer Architekt. Er betreibt zusammen mit Caroline Bos in Amsterdam das Architekturbüro UNStudio.

## Leben
Ben van Berkel graduierte an der Amsterdamer Gerrit Rietveld Academie und 1987 Architectural Association (AA), London. Er arbeitete zunächst in den Büros von Zaha Hadid (London) und Santiago Calatrava (Zürich). 1988 gründete er mit Caroline Bos in Amsterdam van Berkel & Bos Architectuurbureau.
1998 gründeten van Berkel und Bos neben ihrem Architekturbüro das Designbüro UNStudio, wobei UN für united net steht.
Van Berkel lehrte als Gastprofessor 1994 an der Columbia University in New York, in Harvard, sowie 1996 bis 1999 an der Architectural Association, London. 2000 schloss zusammen mit Caroline Bos eine Gastprofessur an der Princeton University an. 
Professor Ben van Berkel leitete bis 2016 an der Staatlichen Hochschule für Bildende Künste (Städelschule) in Frankfurt am Main die Architekturklasse (Advanced Architectural Design).
Für Alberto Alessi entwarf er eine Teekanne und einen Trüffelhobel.

## Auszeichnungen
- 1997 Ehrenmitglied im Bund Deutscher Architekten
- 2003 1822-Kunstpreis, Frankfurt am Main
- 2006 Binding-Kulturpreis, Frankfurt am Main

## Projekte (Auswahl)
- Betriebsgebäude Amersfoort (1990–1991)
- Erasmusbrücke Rotterdam (1990–1995)
- Haus Moebius in Het Gooi (1993–1995)
- Cafe Aedes, Hackesche Höfe Berlin (1994)
- Bahnhof Arnhem Centraal (1997–2015)
- Mercedes-Benz Welt (2002–2006)
- Einkaufszentrum: East Side Mall Berlin (2018)

## Film
- Meine Stadt - Amsterdam. Dokumentarfilm, Deutschland, 2012, 52:40 Min., Regie: Mic Thiemann, Christopher Kappelhoff-Wulff, Produktion: BuiltBy.TV, WDR, arte, Reihe: Meine Stadt, Erstsendung: 2. September 2012, Film-Informationen von arte, Vorschau von  BuiltBy.TV. 
 Ben van Berkel zeigt seinem österreichischen Kollegen Jakob Dunkl architektonisch interessante Gebäude in Amsterdam.